# Znaki stanu małżeńskiego

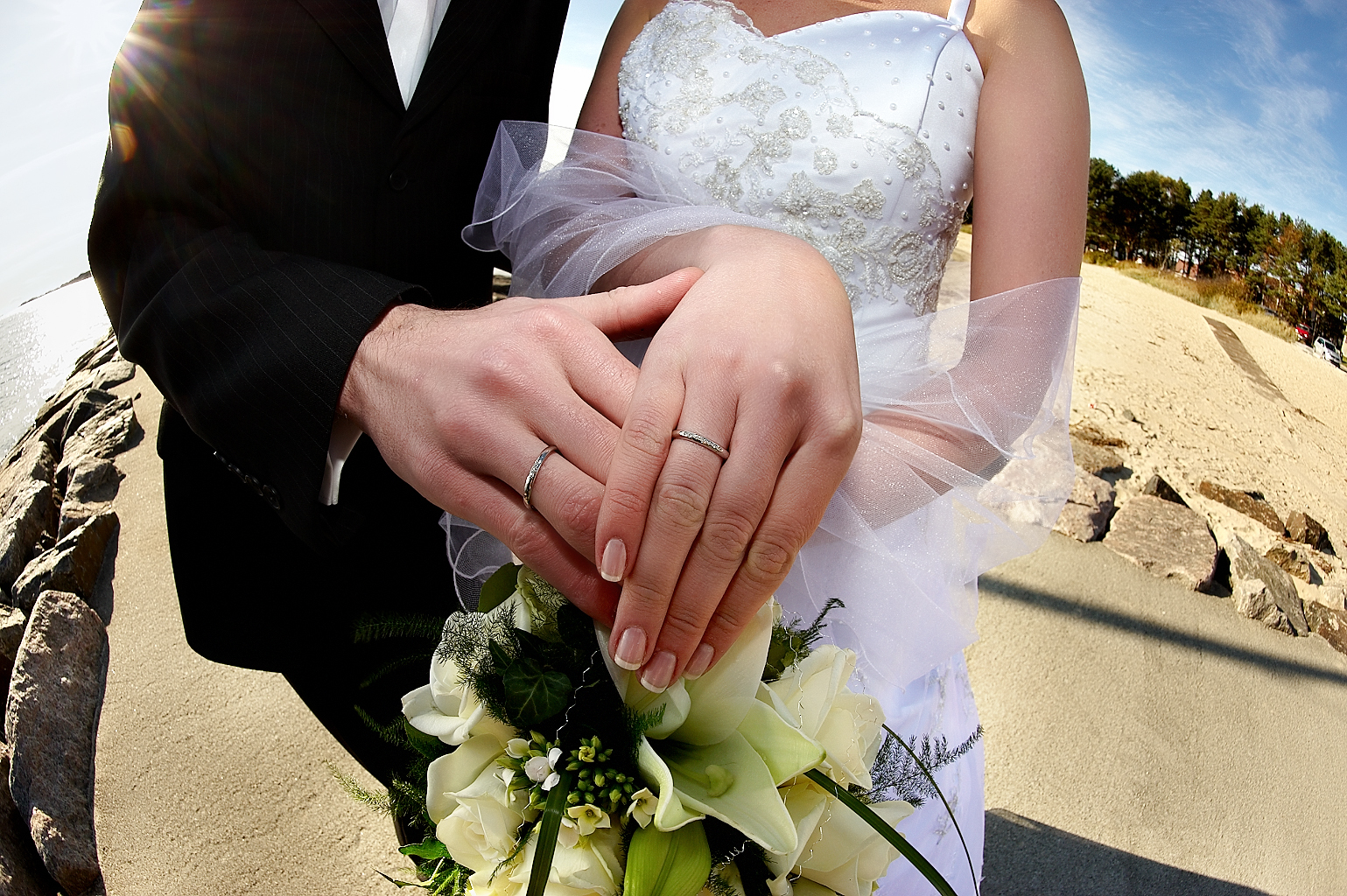
Obrączka noszona na palcu dłoni przez obu małżonków w kulturze zachodniej

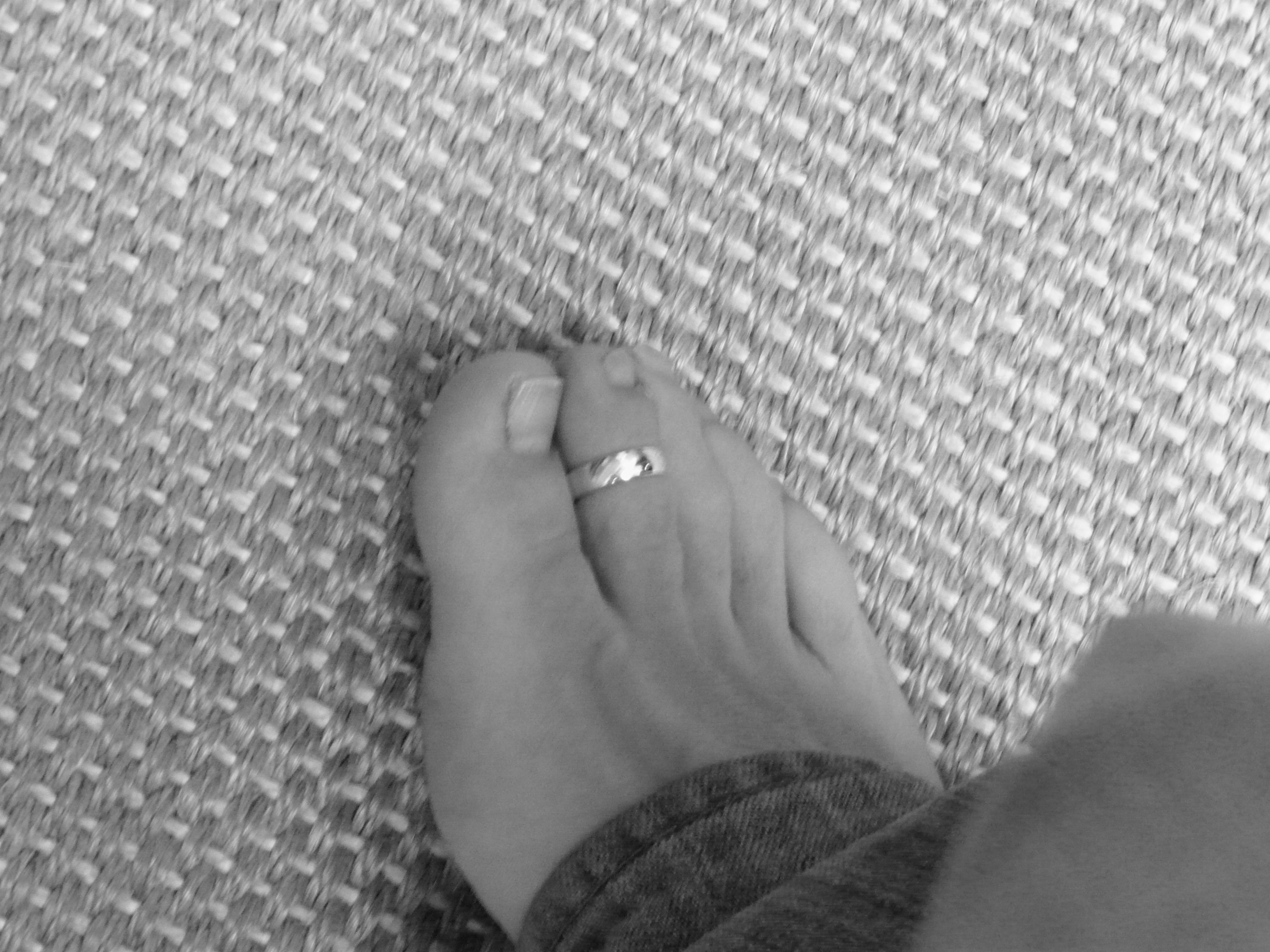
Bichiya - obrączka noszona na palcu stopy w Indiach

Znak stanu małżeńskiego – symbol w wizerunku partnera małżeńskiego oznaczający jego status społeczny. Znaki te mogą być trwałe (np. tatuaż bliznowy) lub nietrwałe (np. modyfikacja uczesania, noszenie określonych ozdób takich jak obrączka ślubna w kulturze zachodniej, malowanie ciała, zmiana części lub całego ubrania).
Powszechnie przyjętym znakiem małżeńskim w kulturze europejskiej jest obrączka noszona na palcu dłoni. Tradycja ta ma swoje korzenie w zwyczaju przekazywania pierścienia w prezencie, co miewało miejsce w Starożytnym Rzymie, a nawet wcześniej. Tym niemniej wręczany pierścień był nie tyle symbolem oddania małżeńskiego, co rodzajem płatności małżeńskiej. Zwyczaj wręczania obrączek (często wymiany dwóch obrączek) przy zaręczynach lub podczas ślubu (a następnie noszenie ich przez obu małżonków po ślubie) rozpowszechnił się w Europie, a następnie w innych krajach stosunkowo niedawno. Do upowszechnienia się tego zwyczaju w Stanach Zjednoczonych w XIX wieku przyczyniły się w dużej mierze kampanie reklamowe firm jubilerskich. 
Poza wpływami kultury zachodniej znaki małżeńskie miewają inną formę. Przykładowo: w niektórych rejonach Indii przyjęty jest zwyczaj noszenia (tylko przez małżonki) pierścienia na palcu nogi (tzw. bichiya); w Chinach nie ma podczas ślubu zwyczaju wymiany obrączek, ale pannie młodej wpina się złotą szpilkę między kosmyki włosów; zamężne Tybetanki noszą fartuszki pangde zeszyte z trzech pasów, przy czym paski na tych pasach nie mogą być w jednej linii; wśród Indianek Hopi istniał zwyczaj noszenia przez mężatki warkoczy spuszczonych na ramiona (panny nosiły je podniesione).
Niekiedy w wypadku wdowieństwa dochodzi do korekty noszenia znaku małżeństwa, jak zmiana palca, na którym noszona jest obrączka (co spotyka się we Włoszech). 
Przyczyn pojawiania się i trwania znaków małżeńskich jest wiele – od prezentacji statusu i roli społecznej po zaspokojenie zmysłu estetycznego. Symbole małżeństwa służą też kontroli poczynań małżonków. 
Odrębnym zagadnieniem są różnice w znakach pomiędzy partnerami małżeńskimi a nieformalnymi – na przykład w słowiańskich plemionach zamieszkujących tereny obecnej Polski w czasach przedchrześcijańskich żony nosiły nakrycie głowy, a konkubiny nie.